# Skicircus Saalbach Hinterglemm Leogang Fieberbrunn
Skicircus Saalbach Hinterglemm Leogang Fieberbrunn is een skigebied gesitueerd in de Kitzbüheler Alpen in de deelstaten Tirol en Salzburg, Oostenrijk.

## Ontwikkeling skigebied
Van origine bestond het skigebied alleen uit Saalbach-Hinterglemm, in der loop van de tijd is door de bouw van verscheidende liften de verbinding met Leogang gerealiseerd. Sinds de winter van 2015/2016 is door de liftverbinding "TirolS" Fieberbrunn met Saalbach Hinterglemm Leogang verbonden, hiermee werd Skicircus Saalbach Hinterglemm Leogang Fieberbrunn voor korte tijd het grootste skigebied van Oostenrijk.

## Samenwerkingsverband Zell am See en Kaprun
In 2019 is het Skicircus een samenwerkingsverband aangegaan met de skigebieden Schmittenhöhe en Kitzsteinhorn Kaprun. Hierdoor kan met de skipas, genaamd 'Alpin Card', alle drie de gebieden bezocht worden. Een deel van de rechtstreekse verbinding met Zell am See is door de "zellamseeXpress" reeds gerealiseerd, welke door een dalafdaling vanuit het skicircus te bereiken is. Deze liftverbinding gaat van Viehhofen in het Glemmtal naar de top van de Salersbachköpfl in het gebied Schmittenhöhe. Op dit moment is het niet mogelijk om van Viehhofen een lift terug te nemen richting het Skicircus.

## Liften
Het gebied heeft in totaal 70 liften, sinds de winter van 2019/2020 verdeeld over tien zones:
- Zone A: Schattberg (ten zuiden van Saalbach-Hinterglemm in het Glemmtal)
- Zone B: Zwölferkogel (ten zuiden van Saalbach-Hinterglemm in het Glemmtal)
- Zone C: Hochalm (ten noorden van Saalbach-Hinterglemm in het Glemmtal)
- Zone D: Reiterkogel (ten noorden van Saalbach-Hinterglemm in het Glemmtal)
- Zone E: Reckmoos (ten zuiden van Fieberbrunn)
- Zone F: Streuböden (ten zuiden van Fieberbrunn)
- Zone G: Bernkogel (ten noorden van Saalbach in het Glemmtal)
- Zone H: Kohlmais (ten noorden van Saalbach in het Glemmtal)
- Zone I: Schönleiten (tussen Vorderglemm en Leogang in het Glemmtal)
- Zone L: Asitz (ten zuiden van Leogang)

| Overzicht liften Skicircus Saalbach Hinterglemm Leogang Fieberbrunn | Overzicht liften Skicircus Saalbach Hinterglemm Leogang Fieberbrunn | Overzicht liften Skicircus Saalbach Hinterglemm Leogang Fieberbrunn | Overzicht liften Skicircus Saalbach Hinterglemm Leogang Fieberbrunn | Overzicht liften Skicircus Saalbach Hinterglemm Leogang Fieberbrunn | Overzicht liften Skicircus Saalbach Hinterglemm Leogang Fieberbrunn | Overzicht liften Skicircus Saalbach Hinterglemm Leogang Fieberbrunn |
| Naam                                                                | Type                                                                | Lengte (meter)                                                      | Van (meter)                                                         | Naar (meter)                                                        | Capaciteit (personen/uur)                                           | Bouwjaar                                                            |
| ------------------------------------------------------------------- | ------------------------------------------------------------------- | ------------------------------------------------------------------- | ------------------------------------------------------------------- | ------------------------------------------------------------------- | ------------------------------------------------------------------- | ------------------------------------------------------------------- |
| A1 Schattberg X-press I                                             | Gondel                                                              | 1233                                                                | 997                                                                 | 1491                                                                | 2303                                                                | 2002                                                                |
| A2 Schattberg X-press II                                            | Gondel                                                              | 1546                                                                | 1491                                                                | 2018                                                                | 2303                                                                | 2002                                                                |
| A3 Westgipfelbahn I                                                 | Gondel                                                              | 1275                                                                | 1086                                                                | 1514                                                                | 2449                                                                | 2004                                                                |
| A4 Westgipfelbahn II                                                | Gondel                                                              | 1456                                                                | 1514                                                                | 2091                                                                | 2449                                                                | 2004                                                                |
| A5 Limberg 4er                                                      | 4-Persoons Stoeltjeslift                                            | 899                                                                 | 1707                                                                | 2019                                                                | 2400                                                                | 1995                                                                |
| A6 Schattberg Sprinter                                              | Gondel                                                              | 699                                                                 | 1833                                                                | 2092                                                                | 2400                                                                | 2006                                                                |
| A7 Oberschwarzachlifte                                              | Sleeplift                                                           | 217                                                                 | 1065                                                                | 1101                                                                | 612                                                                 | 2016                                                                |
| A8 Funparklift                                                      | Sleeplift                                                           | 243                                                                 | 1064                                                                | 1102                                                                | 655                                                                 | 1998                                                                |
| A9 Unterschwarzachbahn                                              | Gondel                                                              | 1051                                                                | 1059                                                                | 1373                                                                | 2800                                                                | 2010                                                                |
| A10 Bergfriedlift                                                   | Sleeplift                                                           | 528                                                                 | 1030                                                                | 1177                                                                | 1432                                                                |                                                                     |
| A11 Wieshoflift                                                     | Sleeplift                                                           | 119                                                                 | 1060                                                                | 1083                                                                | 655                                                                 | 2017                                                                |
| A12 Mitteregglift                                                   | Sleeplift                                                           | 434                                                                 | 1058                                                                | 1484                                                                | 833                                                                 | 1999                                                                |
| B1 12er KOGEL I                                                     | Gondel                                                              | 1579                                                                | 1066                                                                | 1530                                                                | 3500                                                                | 2019                                                                |
| B2 12er KOGEL II                                                    | Gondel                                                              | 1069                                                                | 1530                                                                | 1984                                                                | 3500                                                                | 2019                                                                |
| B3 12er Express                                                     | Gondel                                                              | 236                                                                 | 1073                                                                | 1100                                                                | 2400                                                                | 2016                                                                |
| B4 Zwölfer-Nordbahn                                                 | Gondel                                                              | 1914                                                                | 1104                                                                | 1984                                                                | 2196                                                                | 1989                                                                |
| B5 Zehner 6er                                                       | 6-Persoons Stoeltjeslift                                            | 1441                                                                | 1509                                                                | 1938                                                                | 2411                                                                | 2003                                                                |
| B6 Seekarlift                                                       | Sleeplift                                                           | 1084                                                                | 1716                                                                | 2019                                                                | 1440                                                                | 1979                                                                |
| C1 Hochalmbahn                                                      | Gondel                                                              | 1160                                                                | 1098                                                                | 1367                                                                | 2324                                                                | 1972                                                                |
| C2 Spieleck 6er                                                     | 6-Persoons Stoeltjeslift                                            | 1715                                                                | 1348                                                                | 1919                                                                | 2389                                                                | 2000                                                                |
| C3 Hochalm 6er                                                      | 6-Persoons Stoeltjeslift                                            | 1750                                                                | 1348                                                                | 1920                                                                | 2450                                                                | 1996                                                                |
| C4 Zubringerlift Zwölfer-Nordbahn                                   | Sleeplift                                                           | 80                                                                  | 1110                                                                | 1118                                                                | 642                                                                 | 1989                                                                |
| D1 Reiterkogelbahn                                                  | Gondel                                                              | 1249                                                                | 1053                                                                | 1481                                                                | 2370                                                                | 1997                                                                |
| D2 Hasenauer 8er                                                    | 8-Persoons Stoeltjeslift                                            | 913                                                                 | 1467                                                                | 1769                                                                | 3750                                                                | 2009                                                                |
| D3 Rosswald 6er                                                     | 6-Persoons Stoeltjeslift                                            | 755                                                                 | 1530                                                                | 1734                                                                | 2383                                                                | 2013                                                                |
| D4 Filzenlift                                                       | Sleeplift                                                           | 276                                                                 | 1465                                                                | 1502                                                                | 655                                                                 | 1998                                                                |
| D5 Sunliner 4er                                                     | 4-Persoons Stoeltjeslift                                            | 1418                                                                | 1340                                                                | 1820                                                                | 2400                                                                | 2000                                                                |
| D6 Reiter-Ost 6er                                                   | 6-Persoons Stoeltjeslift                                            | 909                                                                 | 1622                                                                | 1817                                                                | 2395                                                                | 2011                                                                |
| E1 Reckmoos Nord I                                                  | Gondel                                                              | 1339                                                                | 1371                                                                | 1871                                                                | 2000                                                                | 2011                                                                |
| E2 Reckmoos Nord II                                                 | Gondel                                                              | 378                                                                 | 1371                                                                | 1424                                                                | 2000                                                                | 2011                                                                |
| E3 Hochhörndl                                                       | 4-Persoons Stoeltjeslift                                            | 1095                                                                | 1679                                                                | 2020                                                                | 1400                                                                | 1996                                                                |
| E4 Reckmoos Süd                                                     | Gondel                                                              | 1620                                                                | 1284                                                                | 1874                                                                | 2200                                                                | 2006                                                                |
| E5 TirolS I                                                         | Gondel                                                              | 713                                                                 | 1082                                                                | 1284                                                                | 2000                                                                | 2015                                                                |
| E6 TirolS II                                                        | Gondel                                                              | 2022                                                                | 1082                                                                | 1808                                                                | 2000                                                                | 2015                                                                |
| F1 Streuböden                                                       | Gondel                                                              | 1360                                                                | 839                                                                 | 1214                                                                | 1250                                                                | 1991                                                                |
| F2 Lärchfilzkogel                                                   | Gondel                                                              | 1524                                                                | 1214                                                                | 1642                                                                | 800                                                                 | 1991                                                                |
| F3 Doischberg                                                       | Gondel                                                              | 1488                                                                | 838                                                                 | 1187                                                                | 1900                                                                | 2001                                                                |
| F4 Lärchfilzen                                                      | 4-Persoons Stoeltjeslift                                            | 1402                                                                | 1118                                                                | 1455                                                                | 1801                                                                | 1999                                                                |
| F5 Obingleitn                                                       | Sleeplift                                                           | 319                                                                 | 839                                                                 | 907                                                                 | 800                                                                 | 2004                                                                |
| F6 Zillstatt                                                        | Sleeplift                                                           | 793                                                                 | 1194                                                                | 1314                                                                | 800                                                                 | 1988                                                                |
| F7 Gatterl                                                          | Sleeplift                                                           | 835                                                                 | 1107                                                                | 1315                                                                | 700                                                                 | 1984                                                                |
| F8 Maiskopf                                                         | Sleeplift                                                           | 442                                                                 | 1121                                                                | 1189                                                                | 800                                                                 | 2001                                                                |
| G1 Bernkogelbahn I                                                  | Gondel                                                              | 2016                                                                | 1022                                                                | 1585                                                                | 3017                                                                | 2011                                                                |
| G2 Bernkogel 6er                                                    | 6-Persoons Stoeltjeslift                                            | 1397                                                                | 1554                                                                | 1732                                                                | 3000                                                                | 2015                                                                |
| G3 Wetterkreuz 6er                                                  | 6-Persoons Stoeltjeslift                                            | 324                                                                 | 1623                                                                | 1731                                                                | 2500                                                                | 2012                                                                |
| H1 Kohlmaisbahn I                                                   | Gondel                                                              | 1161                                                                | 1026                                                                | 1390                                                                | 3200                                                                | 2018                                                                |
| H2 Kohlmaisbahn II                                                  | Gondel                                                              | 1224                                                                | 1390                                                                | 1794                                                                | 3200                                                                | 2018                                                                |
| H3 Turm 6er                                                         | 6-Persoons Stoeltjeslift                                            | 400                                                                 | 1019                                                                | 1096                                                                | 2370                                                                | 2009                                                                |
| H4 Panorama 6er                                                     | 6-Persoons Stoeltjeslift                                            | 1379                                                                | 1349                                                                | 1747                                                                | 2800                                                                | 2005                                                                |
| H5 Magic 6er                                                        | 6-Persoons Stoeltjeslift                                            | 1366                                                                | 1384                                                                | 1850                                                                | 2400                                                                | 2005                                                                |
| H6 Übungslift Kreuzkapelle                                          | Gondel                                                              | 112                                                                 | 990                                                                 | 996                                                                 | 400                                                                 |                                                                     |
| I1 Schönleitenbahn I                                                | Gondel                                                              | 1617                                                                | 943                                                                 | 1492                                                                | 3200                                                                | 2016                                                                |
| I2 Schönleitenbahn II                                               | Gondel                                                              | 1150                                                                | 1492                                                                | 1911                                                                | 3200                                                                | 2016                                                                |
| I3 Schönleiten 6er                                                  | 6-Persoons Stoeltjeslift                                            | 1286                                                                | 1450                                                                | 1911                                                                | 2400                                                                | 2006                                                                |
| I4 Polten 8er                                                       | 8-Persoons Stoeltjeslift                                            | 795                                                                 | 1633                                                                | 1895                                                                | 3600                                                                | 2014                                                                |
| I5 Übungslift Vorderglemm                                           | Sleeplift                                                           | 61                                                                  | 940                                                                 | 955                                                                 | 500                                                                 | 2017                                                                |
| I6 Übungslift Viehhofen                                             | Sleeplift                                                           | 232                                                                 | 868                                                                 | 884                                                                 | 650                                                                 |                                                                     |
| L1 Asiztbahn I                                                      | Gondel                                                              | 1443                                                                | 841                                                                 | 1315                                                                | 2400                                                                | 1991                                                                |
| L2 Asiztbahn II                                                     | Gondel                                                              | 1914                                                                | 1315                                                                | 1763                                                                | 2400                                                                | 1991                                                                |
| L3 Steinbergbahn I                                                  | Gondel                                                              | 2222                                                                | 822                                                                 | 1388                                                                | 2500                                                                | 2014                                                                |
| L4 Steinbergbahn II                                                 | Gondel                                                              | 1675                                                                | 1388                                                                | 1763                                                                | 2500                                                                | 2014                                                                |
| L5 Asitzgipfelbahn 8er                                              | 8-Persoons Stoeltjeslift                                            | 1117                                                                | 1646                                                                | 1874                                                                | 3200                                                                | 2008                                                                |
| L6 Muldenbahn 8er                                                   | 6-Persoons Stoeltjeslift                                            | 548                                                                 | 1672                                                                | 1871                                                                | 3500                                                                | 2018                                                                |
| L7 Sportbahn 6er                                                    | 6-Persoons Stoeltjeslift                                            | 848                                                                 | 1671                                                                | 1909                                                                | 2376                                                                | 1999                                                                |
| L8 Almbahn 4er                                                      | 4-Persoons Stoeltjeslift                                            | 1017                                                                | 1050                                                                | 1330                                                                | 1480                                                                | 2009                                                                |
| L9 Übungslift Asizt                                                 | Sleeplift                                                           | 253                                                                 | 1718                                                                | 1763                                                                | 642                                                                 | 2006                                                                |
| L10 Riederfeldlift                                                  | Sleeplift                                                           | 520                                                                 | 838                                                                 | 909                                                                 | 800                                                                 | 1977                                                                |
| L11 Übungslift Kraller                                              | Sleeplift                                                           | 312                                                                 | 851                                                                 | 877                                                                 | 645                                                                 | 2014                                                                |
| L12 Schanteilift                                                    | Sleeplift                                                           | 416                                                                 | 795                                                                 | 871                                                                 | 720                                                                 | 1998                                                                |

## Trivia
- Een geplande liftverbinding, genaamd de 'Saalbach-Xpress', die circa 2021 van Viehhofen tot halverwege de Polten 8er zal worden gebouwd maakt de verbinding tussen de gebieden Skicircus en Schmittenhöhe wederzijds.